# Brestov Dol
Brеstov Dol egy falu Szerbiában, a Piroti körzetben, a Babušnicai községben.

## Népesség
- 1948-ban 403 lakosa volt.
- 1953-ban 405 lakosa volt.
- 1961-ben 374 lakosa volt.
- 1971-ben 246 lakosa volt.
- 1981-ben 121 lakosa volt.
- 1991-ben 62 lakosa volt
- 2002-ben 32 lakosa volt, akik mindannyian szerbek.